# Jeanne d'Arc (film, 1900)
Pour les articles homonymes, voir Jeanne d'Arc (homonymie).
Pour plus de détails, voir Fiche technique et Distribution.
Jeanne d'Arc est un court métrage français réalisé par Georges Méliès, sorti en 1900, au début du cinéma muet,.
C'est un film d'environ dix minutes. Il a longtemps été considéré comme perdu ; une copie coloriée au pinceau a été retrouvée en 1982.

## Distribution

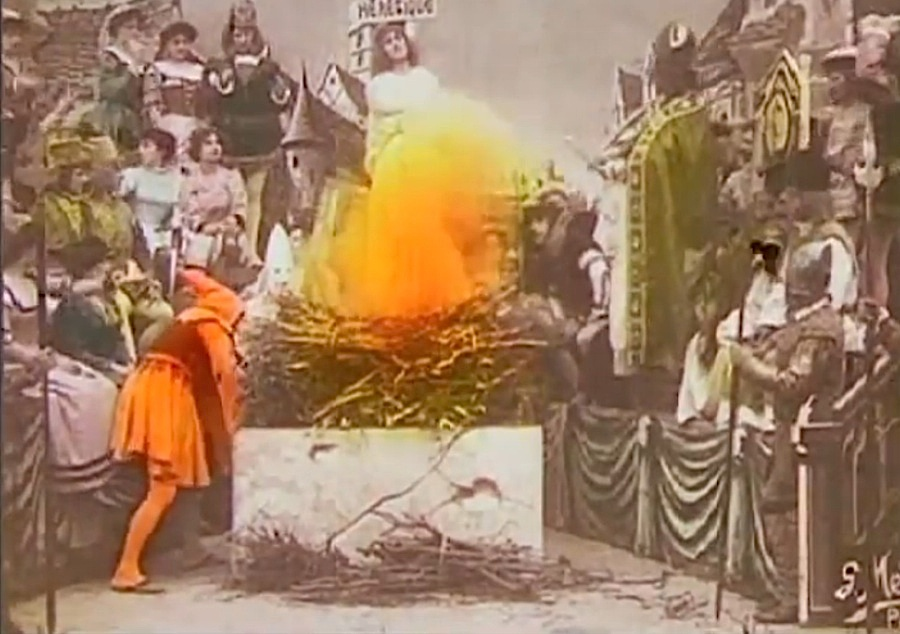
Image extraite du film.

- Jeanne Calvière[4] : Jeanne d'Arc
- Georges Méliès : Jacques d'Arc
- Jehanne d'Alcy : Isabelle Romée